# Tilapia
Pour les autres significations, voir Tilapia (genre).
Taxons concernés
Dans la famille des Cichlidae :
- Les genres:
  - Oreochromis
  - Tilapia
  - Sarotherodon
  - Heterotilapia
  - Coptodonmodifier

Tilapia est un nom vernaculaire ambigu désignant en français certains poissons de la famille des Cichlidae. Cette appellation commerciale vient de la forme latine - latinisation scientifique - de thiape, un mot qui signifie « poisson » en tswana, une langue d'Afrique. Elle regroupe trois genres au sein des cichlidés : Oreochromis, Tilapia et Sarotherodon. Ils sont originaires d'Afrique ainsi que du Proche ou du Moyen-Orient et leur taille varie entre 5 et 50 centimètres. Ces poissons d'eau douce ou d'eau saumâtre sont des sortes de carpes exotiques, abondamment élevées et consommées dans le monde. S'il existe près d'une centaine d'espèces de tilapias, seules quelques-unes se prêtent à la pisciculture.

## Noms en français et noms scientifiques correspondants
Note : Certaines espèces ont plusieurs noms.
- Tilapia - Tilapia sp.[2], Oreochromis sp.[2],[3], Sarotherodon sp.[2] et plus spécialement Oreochromis mossambicus[2].
- Cichlidé de soude - Alcolapia alcalica.
- Tilapia monodi - Oreochromis aureus[2].
- Tilapia de Java - voir Tilapia du Mozambique.
- Tilapia du Mozambique - Oreochromis mossambicus[4],[2].
- Tilapia du Nil - Oreochromis niloticus[4],[2].
- Tilapia magadi - Oreochromis alcalicus[2].
- Tilapia noir - voir Tilapia du Mozambique.
- Tilapia rouge de Floride - l'hybride Oreochromis hornorum x Oreochromis mossambicus[2].
- Tilapia à poitrine rouge - Tilapia rendalli[2].

Le tilapia est aussi appelé berri rouge, par exemple à l'île Maurice.

Quelques espèces de tilapias
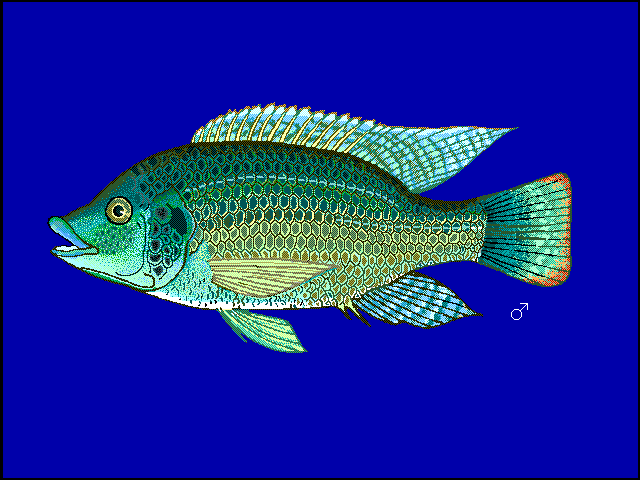
Tilapia du Mozambique (Oreochromis mossambicus).
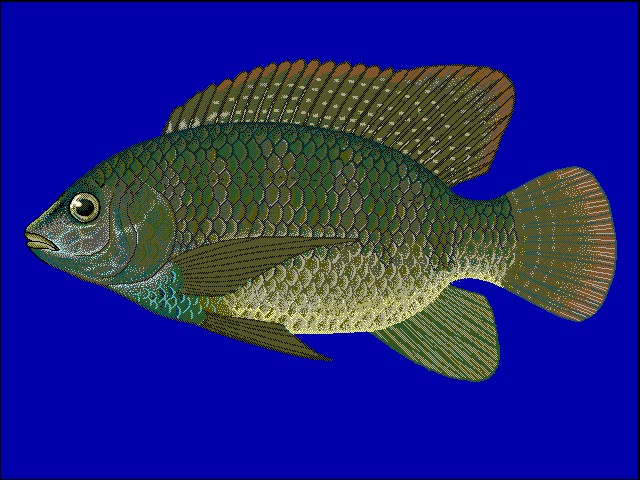
Tilapia monodi (Oreochromis aureus).
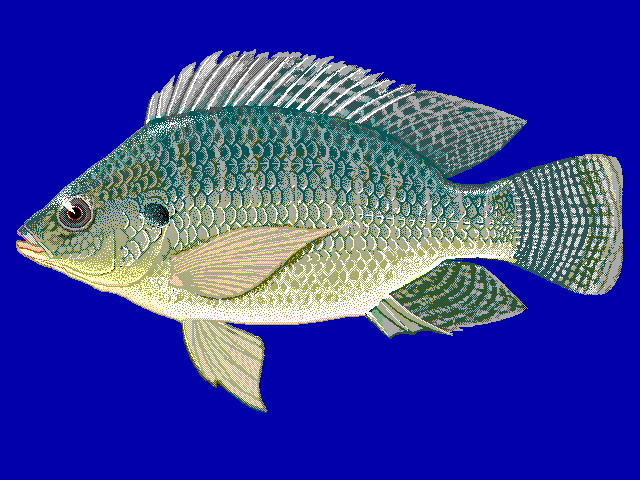
Tilapia du Nil (Oreochromis niloticus).
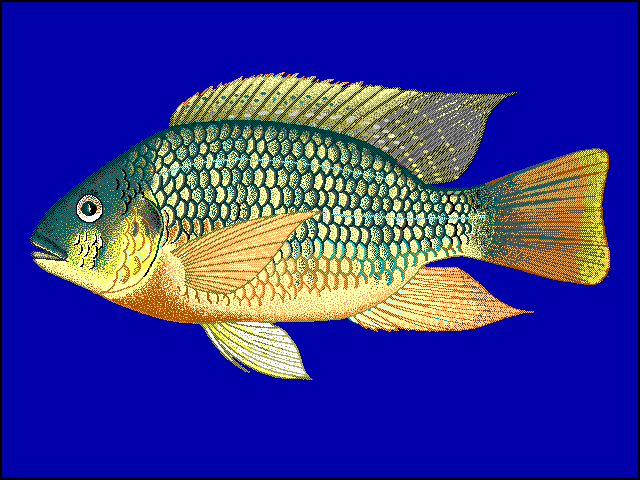
Tilapia à poitrine rouge (Tilapia rendalli).

## Utilisation par l'Homme

### Élevage
Les tilapias sont exploités par la pêche, la pisciculture ou l'aquariophilie.
Son élevage remonterait à l'Égypte ancienne, il y a 4 000 ans. Son exploitation commerciale commence en Afrique du Sud, par les colons belges et anglais, en raison des pénuries de viande occasionnées par la Seconde Guerre mondiale. Après la guerre, l'usage intensif d'antibiotiques et d'hormones a permis d'obtenir des populations de poissons entièrement mâles, à la croissance deux fois plus rapide que celle des femelles. Sa facilité d'élevage fera qu'en 2004 il dépasse le saumon et la truite arc-en-ciel, jusque-là en tête des ventes.
En 2009 le tilapia est produit dans plus de 75 pays, les plus grands producteurs étant la Chine, la Thaïlande, les Philippines, l'Indonésie, Taïwan, l'Égypte, la Colombie, Cuba, le Mexique et Israël.
Six espèces sont élevées, auxquelles s'ajoutent les hybrides, issus de leur croisement. Essentiellement, Tilapia du Nil (Oreochromis niloticus) et Tilapia du Mozambique (Oreochromis mossambicus) appelé aussi Tilapia de Java.
Certaines espèces sont considérées comme étant en cours de domestication, puisque le cycle de l'élevage est entièrement maîtrisé, qu'une sélection est appliquée à ces espèces et qu'elle a déjà permis d'améliorer leurs qualités du point de vue de l'élevage.
La présence de ces poissons prédateurs dans les cours d'eau est un moyen naturel de lutte contre les insectes vecteurs.
La polyculture des crevettes avec des tilapias est l'un des moyens de lutte contre le syndrome de Taura affectant ces crustacés.

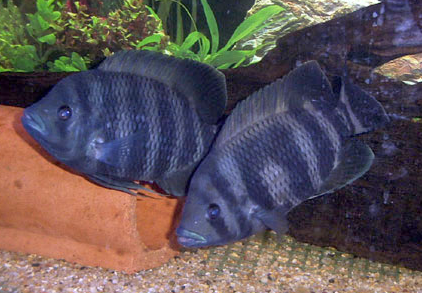
Heterotilapia buttikoferi en aquarium.

Les tilapias ont été introduits dans de nombreux cours d'eau et rivières d'Afrique ou d'Asie, souvent pour occuper une niche vide ou bien pour l'alimentation des populations locales. C'est le cas de la Perche du Nil (Lates niloticus) mais aussi à moindre échelle du Tilapia du Mozambique (Oreochromis mossambicus) qui sont malheureusement devenues localement des espèces invasives, ayant contribué à la disparition d'espèces indigènes.
Des espèces comme Heterotilapia buttikoferi ou Oreochromis mossambicus sont des poissons d'aquarium d'eau douce appréciés.
Dans certains pays comme le Brésil, la peau de tilapia est utilisée pour en faire des objets tels que des sacs, portefeuilles, ceintures, porte-documents…

### Usage alimentaire
Ce sont des poissons d'eau douce à chair blanche et ferme et pratiquement dépourvus d'arêtes. Le tilapia a un goût qui varie en fonction de la salinité de l'eau dans laquelle il vit. Sa saveur est plus forte chez les individus sauvages. Il est riche en vitamine B, en vitamine D, en sélénium et en phosphore. C'est un poisson maigre qui contient néanmoins deux acides gras de la famille des oméga-3, de l'acide eicosapentaénoïque (AEP) et de l’acide docosahexaénoïque (ADH).
Très bon marché, le tilapia est l'une des espèces de poissons les plus consommées aux États-Unis.
|                     | Pour 100 g |
| ------------------- | ---------- |
| Énergie             | 129 kCal   |
| Cholestérol         | 57 mg      |
| Fibres alimentaires | 0,0 g      |
| Protéines           | 26,15 g    |
| Glucides            | 0,0 g      |
| Lipides totaux      | 2,65 g     |

### Usage médical
La possibilité d'utiliser la peau de tilapia comme bandage pour les grands brûlés est étudiée chez les humains,, et en médecine vétérinaire.

## Écologie
Leur grande adaptabilité en fait des espèces volontiers invasives. Par exemple, dans le lac Victoria, au Yucatán ou dans l’archipel des îles Palaos, ils sont une menace pour la biodiversité locale et doivent être exterminés. Aux États-Unis, ils se sont multipliés également au Nevada ou en Arizona, et la réglementation limite à présent l'élevage, qui nécessite l'obtention d'un permis,.

## Les tilapias dans la culture
Les poissons multipliés par Jésus-Christ pour nourrir les foules venues l’écouter seraient une espèce de tilapia.
Nombre d'apôtres, comme l'apôtre Pierre auraient vécu de la pêche de ce poisson dans le lac de Tibériade. Jésus invite Pierre à payer l'impôt du Temple en pêchant un poisson ;
d’où le nom de « poisson de saint Pierre » donné par les anglophones.
- La Cruche et le Tilapia, une lecture africaine de l’Égypte ancienne de Alain Anselin, Revue TYANABA, éd. de l'UNIRAG, 1995.
- Tilapia, un morceau de musique du groupe anglais Autechre sur l'album EP Cichlisuite.
- Le Tilapia, un sketch de l'humoriste Ben.